# هونشتاين
هون اشتاين (زكزيش شوايتز) (بالألمانية: Hohnstein) هي قرية وبلدة ألمانية تقع في ألمانيا في سويسرا السكسونية-جبال الخام الشرقية ‏. يقدر عدد سكانها بـ 3,671 نسمة .

## المدن التوأمة
مدن ميرزبورغ، لوفيسين ‏، Miltach وBudyně nad Ohří هي مدن توأمة لـهون اشتاين (زكزيش شوايتز).

## معرض صور

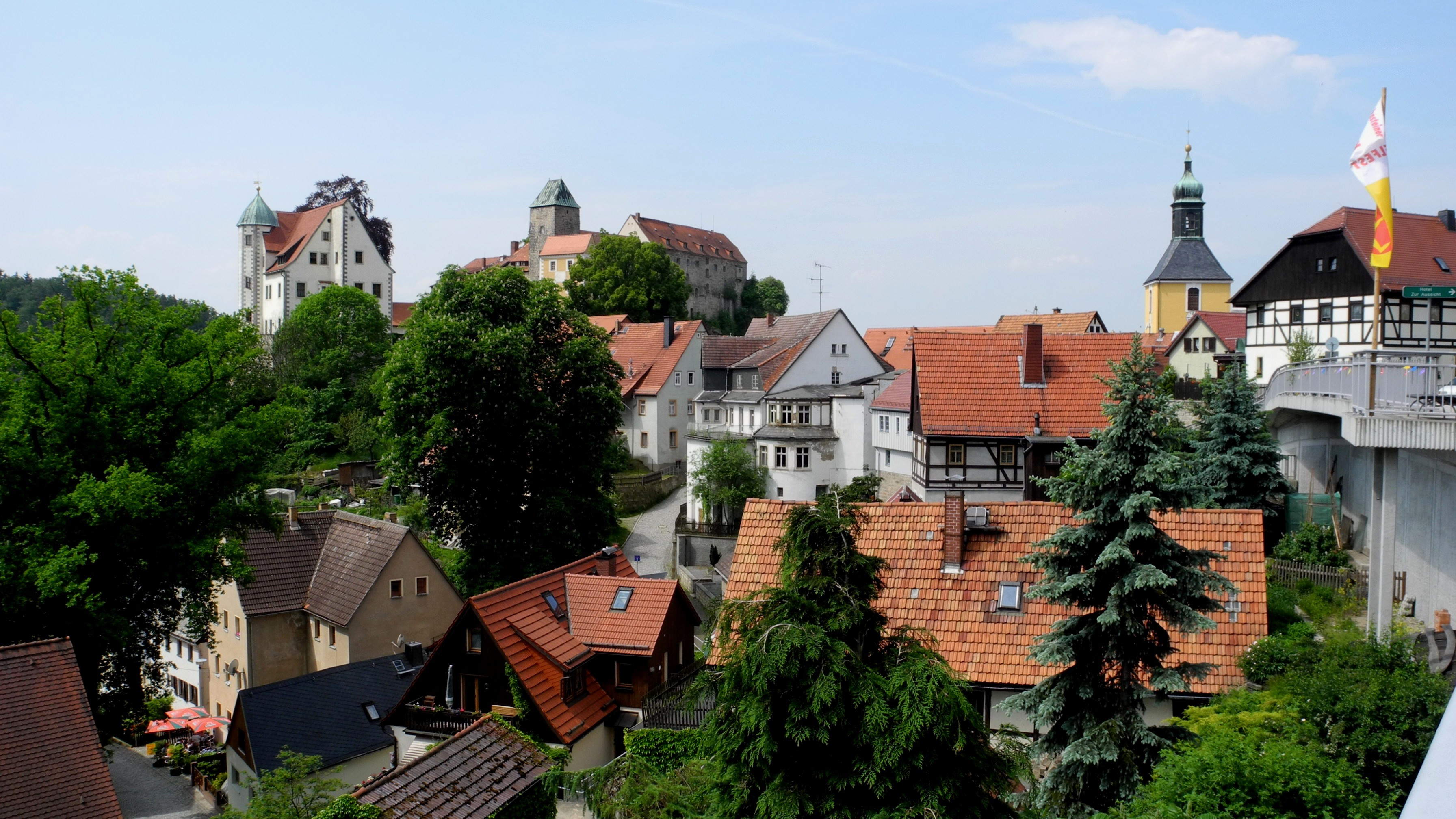
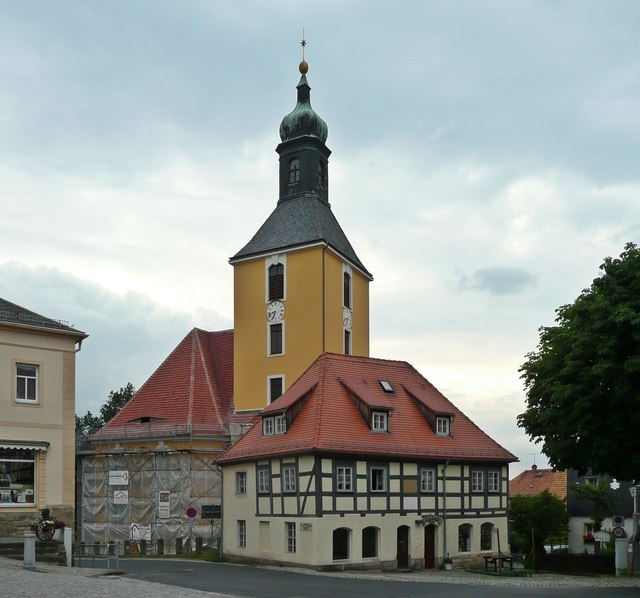